# 贾桂琳猪笼草
贾桂琳猪笼草（学名：Nepenthes jacquelineae）是苏门答腊特有的热带食虫植物。由于其捕虫笼独特的外形被认为是苏门答腊岛上最引人注目的猪笼草之一。

## 植物学史
2000年7月，查尔斯·克拉克和特洛伊·戴维斯（Troy Davis）在西苏门答腊省武吉丁宜北部海拔1700米处发现了贾桂琳猪笼草。查尔斯·克拉克在他2001年的专著《苏门答腊岛与西马来西亚的猪笼草》中对贾桂琳猪笼草进行了正式描述。
2000年7月13日，他们采集了两份编号。其中编号为“Clarke, Davis & Tamin 1307”的标本被指定为贾桂琳猪笼草的模式标本。其由来自两棵植株的材料组成，一部分是一株带成熟雌性花序和上位笼的攀援茎；另一部分是带雄性花序和下位笼的莲座状植株。与模式标本同时采集的等模标本编号为“Clarke, Davis & Tamin 1307”，其由一株带两个上位笼的攀援茎组成。这两份标本都存放于安达拉斯大学植物标本馆（ANDA）中。此外，第三份编号为“Nepenthes Team NP 384”的标本也存放于此。
贾桂琳猪笼草得名于查尔斯·克拉克的妻子，杰奎琳·克拉克（Jacqueline Clarke）。

## 形态特征
贾桂琳猪笼草为藤本植物。茎呈圆柱形至棱柱形，直径通常小于5毫米，可长达5米。节间距可达10厘米。
贾桂琳猪笼草的叶片无柄至具小叶柄，革质，呈卵形至匙形，可长达20厘米，宽至6厘米。中脉的两侧各有3条纵脉。羽状脉明显。笼蔓可长达30厘米。
贾桂琳猪笼草的下位笼通常较小，高很少超过6厘米，宽很少4厘米，呈漏斗形，笼翼偶尔缺失。唇宽而平展，前部缩小，宽不超过10毫米。除唇的前部外，其他部位的唇肋不明显。下位笼的笼盖为卵形。笼盖下表面的末端有大量细小的圆形蜜腺，直径不超过0.5毫米。偶尔会出现几个直径不超过1毫米的大蜜腺。笼盖基部的后方具一根不分叉的笼蔓尾，长度不超过5毫米。
贾桂琳猪笼草的上位笼较大，可高达15厘米，宽至10厘米。腹面的笼翼缩小。唇更宽，可宽至3.5厘米。笼盖比笼口小，为窄卵形，可长达5厘米，宽至2厘米。笼盖下表面火山口状的蜜腺直径可达到1.5毫米。其蜜腺之巨大以至于在从笼盖的上方清晰的辨认出其下表面蜜腺的位置。笼蔓尾可长达1厘米。上位笼的颜色可为浅绿色至暗紫色，偶尔具浅色的斑点。最常见的变型为绿瓶红唇。
贾桂琳猪笼草的花序为总状花序。雄性植株的总花梗可长达12厘米，花序轴可长达20厘米。雌性植株的总花梗可长达20厘米，花序轴可长达10厘米。每个花梗带1至2朵花。萼片为卵形至披针形，可长达7毫米，宽至4毫米。平均每枝雄性花序具100朵花，雌性花序具60朵花。成熟的果荚可长达2.5厘米。
贾桂琳猪笼草的茎和叶片均无毛被。在捕虫笼的外表面具有白色的星状短毛被。发育中的捕虫笼带有茂密的红棕色毛被，至成熟后脱落，笼蔓尾处除外。雌性花序的被毛通常比雄性花序茂密。

## 生态关系
贾桂琳猪笼草是苏门答腊西部巴里桑山脉特有的热带食虫植物。更具体来说，其只存在于印度尼西亚西苏门答腊省。其常附生，但也偶尔陆生。它分布于海拔1700米至2200米的地区。
贾桂琳猪笼草的原生地通常是茂密的苔藓森林，该地常常云雾缭绕，降雨频繁。因此，空气湿度相当的高而气候又很凉爽。因为云雾和植被的遮挡，所以贾桂琳猪笼草光照水平并不高。
在贾桂琳猪笼草的模式产地中，其幼苗数量相当稀少。这表明，其抵抗力稳定性相当低下。此外，因捕虫笼奇特的外表，也使其更容易受到过度采集的威胁。
贾桂琳猪笼草尚未被列入《世界自然保护联盟濒危物种红色名录》中。2001年，查尔斯·克拉克依照世界自然保护联盟的标准将其保护状况非正式的列为数据缺乏。

## 食虫性

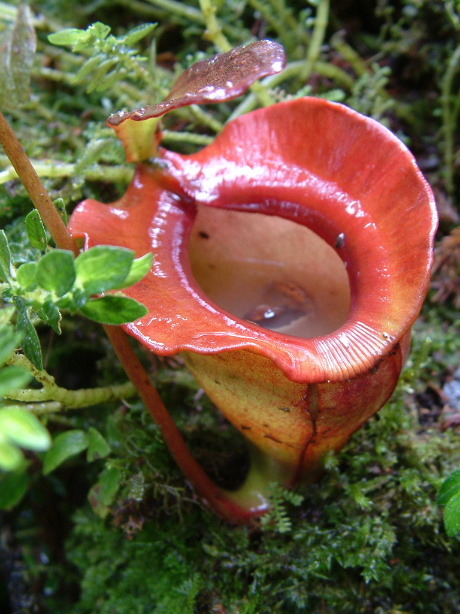
贾桂琳猪笼草的中位笼，其消化液中可见一个死去的蜗牛

贾桂琳猪笼草捕虫笼内消化液的黏度极高，并覆盖于捕虫笼的内表面上。这使得贾桂琳猪笼草的捕虫笼既可以笼状的陷阱捕捉猎物，又可以粘性极大的捕虫笼内壁黏住过往的飞虫。此外，与贾桂琳猪笼草之间存在着近缘关系的无刺猪笼草（N. inermis）也会产生黏度极高的消化液。
贾桂琳猪笼草的上位笼中常常充满了消化液和雨水的混合液，占到了捕虫笼容积的三分之二至四分之三。相反，下位笼因具有宽大的笼盖而阻止了雨水进入捕虫笼内稀释消化液。大多数落入捕虫笼的昆虫都溺死于消化液中。
贾桂琳猪笼草捕虫笼唇的颜色较其他猪笼草的捕虫笼更深。据此推测，较深色的唇和较浅色的笼身形成的强烈对比可能对飞行的昆虫更具有吸引力。贾桂琳猪笼草的捕虫笼经常会捕捉到一些大型的昆虫，如蟑螂、蜜蜂和飞蛾。较宽的唇的功能可能是为了提供飞虫一个落脚之处。
贾桂琳猪笼草笼盖的下表面具有非常巨大的蜜腺，并会产生丰富的蜜液。若昆虫想要取食这里的蜜液，则必须悬于笼口的正上方，使得其极易失足落入捕虫笼内。
贾桂琳猪笼草的下位笼常出现厚重的水苔上，使其也可以捕捉地面上的一些小型动物，如蜗牛。

## 相关物种
贾桂琳猪笼草被认为与杏黄猪笼草（N. flava）、无刺猪笼草、马桶猪笼草（N. jamban）、塔蓝山猪笼草（N. talangensis）和细猪笼草（N. tenuis）之间存在着密切的近缘关系。它们的共同特点是，捕虫笼都为漏斗状，捕虫笼内表面无消化腺，花序带苞片，叶片无叶柄，且其消化液的黏度都相当高。
贾桂琳猪笼草与这些密切近缘的猪笼草相比，其长势更强，捕虫笼也更大。贾桂琳猪笼草的捕虫笼的笼身类似于塔蓝山猪笼草，笼盖类似于细猪笼草，但其整体更宽大，且基部收缩。贾桂琳猪笼草与细猪笼草的区别在于其叶片为卵形至匙形，而细猪笼草的叶片为线形至披针形。
贾桂琳猪笼草笼盖下表面的巨大蜜腺是苏门答腊的猪笼草类群中特有的，其为区别于其他猪笼草的重要特征。虽然马桶猪笼草也具有相当大的蜜腺（直径小于0.5毫米），但它的花梗更长，且只带一朵花，同时笼盖也较窄。
杏黄猪笼草与贾桂琳猪笼草的区别在于，贾桂琳猪笼草笼盖的基部为卵形或椭圆形，唇为圆柱形。
贾桂琳猪笼草最大的特征在于其宽阔的唇，上位笼的唇可宽达3.5厘米。其非常的平滑，只在前部具有唇肋。与贾桂琳猪笼草密切近缘的猪笼草中区别最大的是无刺猪笼草，无刺猪笼草的上位笼完全缺乏唇的结构。类似的巨大宽唇只发现于婆罗洲的宽唇猪笼草（N. platychila）上，但它们之间却不存在密切的近缘关系。

## 自然杂交种
在野外，贾桂琳猪笼草常与泉氏猪笼草（N. izumiae）同域分布。泉氏猪笼草与贾桂琳猪笼草的自然杂交种（N. izumiae × N. jacquelineae）的捕虫笼为红色，其通常继承了较多贾桂琳猪笼草的特征。
已被发现了贾桂琳猪笼草与疑惑猪笼草的疑似自然杂交种。

## 扩展阅读
- 原生地中贾桂琳猪笼草的照片
- 食虫植物照片搜寻引擎中贾桂琳猪笼草的照片 （页面存档备份，存于）

 维基共享资源上的相關多媒體資源：贾桂琳猪笼草
 維基物種上的相關：贾桂琳猪笼草